# Gonneville
Gonneville – miejscowość i dawna gmina we Francji, w regionie Normandia, w departamencie Manche. W 2013 roku jej populacja wynosiła 925 mieszkańców. 
W dniu 1 stycznia 2016 roku z połączenia dwóch ówczesnych gmin – Gonneville oraz Le Theil – utworzono nową gminę Gonneville-le-Theil. Siedzibą gminy została miejscowość Gonneville. 